# Liste der Kulturdenkmale in Gaustritz
Die Liste der Kulturdenkmale in Gaustritz enthält die in der amtlichen Denkmalliste des Landesamtes für Denkmalpflege Sachsen ausgewiesenen Kulturdenkmale im Bannewitzer Ortsteil Gaustritz.
Die Anmerkungen sind zu beachten.
Diese Liste ist eine Teilliste der Liste der Kulturdenkmale im Landkreis Sächsische Schweiz-Osterzgebirge. 

Diese Liste ist eine Teilliste der Liste der Kulturdenkmale in Sachsen.

## Legende
- Bild: Bild des Kulturdenkmals, ggf. zusätzlich mit einem Link zu weiteren Fotos des Kulturdenkmals im Medienarchiv Wikimedia Commons. Wenn man auf das Kamerasymbol klickt, können Fotos zu Kulturdenkmalen aus dieser Liste hochgeladen werden:
- Bezeichnung: Denkmalgeschützte Objekte und ggf. Bauwerksname des Kulturdenkmals
- Lage: Straßenname und Hausnummer oder Flurstücknummer des Kulturdenkmals. Die Grundsortierung der Liste erfolgt nach dieser Adresse. Der Link (Karte) führt zu verschiedenen Kartendiensten mit der Position des Kulturdenkmals. Fehlt dieser Link, wurden die Koordinaten noch nicht eingetragen. Sind diese bekannt, können sie über ein Tool mit einer Kartenansicht einfach nachgetragen werden. In dieser Kartenansicht sind Kulturdenkmale ohne Koordinaten mit einem roten bzw. orangen Marker dargestellt und können durch Verschieben auf die richtige Position in der Karte mit Koordinaten versehen werden. Kulturdenkmale ohne Bild sind an einem blauen bzw. roten Marker erkennbar.
- Datierung: Baubeginn, Fertigstellung, Datum der Erstnennung oder grobe zeitliche Einordnung entsprechend des Eintrags in der sächsischen Denkmaldatenbank
- Beschreibung: Kurzcharakteristik des Kulturdenkmals entsprechend des Eintrags in der sächsischen Denkmaldatenbank, ggf. ergänzt durch die dort nur selten veröffentlichten Erfassungstexte oder zusätzliche Informationen
- ID: Vom Landesamt für Denkmalpflege Sachsen vergebene, das Kulturdenkmal eindeutig identifizierende Objekt-Nummer. Der Link führt zum PDF-Denkmaldokument des Landesamtes für Denkmalpflege Sachsen. Bei ehemaligen Kulturdenkmalen können die Objektnummern unbekannt sein und deshalb fehlen bzw. die Links von aus der Datenbank entfernten Objektnummern ins Leere führen. Ein ggf. vorhandenes Icon  führt zu den Angaben des Kulturdenkmals bei Wikidata.

## Gaustritz
| Bild | Bezeichnung | Lage                       | Datierung                                            | Beschreibung | ID       |
| ---- | --- | -------------------------- | ---------------------------------------------------- | --- | -------- |
|      | Kreuzstein | Babisnauer Weg (Karte)     | womöglich 11. Jh. (Denkmal)                          | Kreuzstein, ursprünglich Grabplatte; ortsgeschichtlich von Bedeutung; auch Grabstein von Sobrigau genannt | 08960507 |
|      | Wohnstallhaus, Seitengebäude, Scheune und Auszugshaus sowie Reste der Toreinfahrt eines Vierseithofes                       | Babisnauer Weg 4 (Karte)   | bez. 1849 (Wohnstallhaus)                            | Wohnstallhaus, Seitengebäude, Scheune und Auszugshaus sowie Reste der Toreinfahrt eines Vierseithofes; Wohnstallhaus Putzbau mit markantem Drillingsfenster im Giebel, Bauernhof in seiner Struktur erhalten, baugeschichtlich und wirtschaftsgeschichtlich relevant                           | 08963216 |
|      | Wohnhaus, daran angebautes Seitengebäude, Scheune, Stallgebäude und Hofmauer mit Toreinfahrt und Pforte eines Vierseithofes | Babisnauer Weg 6 (Karte)   | bez. 1876 (Bauernhaus)                               | Wohnhaus, daran angebautes Seitengebäude, Scheune, Stallgebäude und Hofmauer mit Toreinfahrt und Pforte eines Vierseithofes; Wohnhaus charakteristischer Putzbau von klassizistischer Wirkung, strukturprägender großer Bauernhof, baugeschichtlich und wirtschaftsgeschichtlich von Bedeutung | 08963220 |
|      | Wohnstallhaus (mit Anbau) und Seitengebäude sowie Torbogen und Inschrifttafel eines Bauernhofes                             | Gebergrundblick 53 (Karte) | Kern 17. Jh., später überformt (Wohnstallhaus)       | Wohnstallhaus (mit Anbau) und Seitengebäude sowie Torbogen und Inschrifttafel eines Bauernhofes; Wohnstallhaus verputzter Massivbau, großes Einfahrtstor zum Hof, baugeschichtliche Bedeutung                                                                                                  | 08963217 |
|      | Wohnstallhaus, Stallgebäude, Scheune und Toranlage (Torbogen und Pforte) eines Dreiseithofes                                | Gebergrundblick 55 (Karte) | bez. 1775 (Wohnstallhaus); bez. 1808 (Seitengebäude) | Wohnstallhaus, Stallgebäude, Scheune und Toranlage (Torbogen und Pforte) eines Dreiseithofes; stattliches Wohnstallhaus, Obergeschoss zum Hof Fachwerk verbrettert, massive Scheune, beeindruckende Toranlage, baugeschichtlich und wirtschaftsgeschichtlich von Bedeutung                     | 08963218 |